# Raión de Pervomaiski
Raión de Pervomaiski (en ucraniano: Первомайський район) es un raión o distrito de Ucrania en el óblast de Járkov. La capital es la ciudad de Pervomaiski.
Comprende una superficie de 1225 km².

## Demografía
Según estimación 2010 contaba con una población total de 17593 habitantes.

## Otros datos
El código KOATUU fue 6324500000. El código postal 64110 y el prefijo telefónico +380 5748.